# Callimastix cyclopis
Callimastix cyclopis är en svampart som beskrevs av Weissenb. 1912. Callimastix cyclopis ingår i släktet Callimastix och familjen Coelomomycetaceae.   Inga underarter finns listade i Catalogue of Life.